# Joseph L. Lengyel

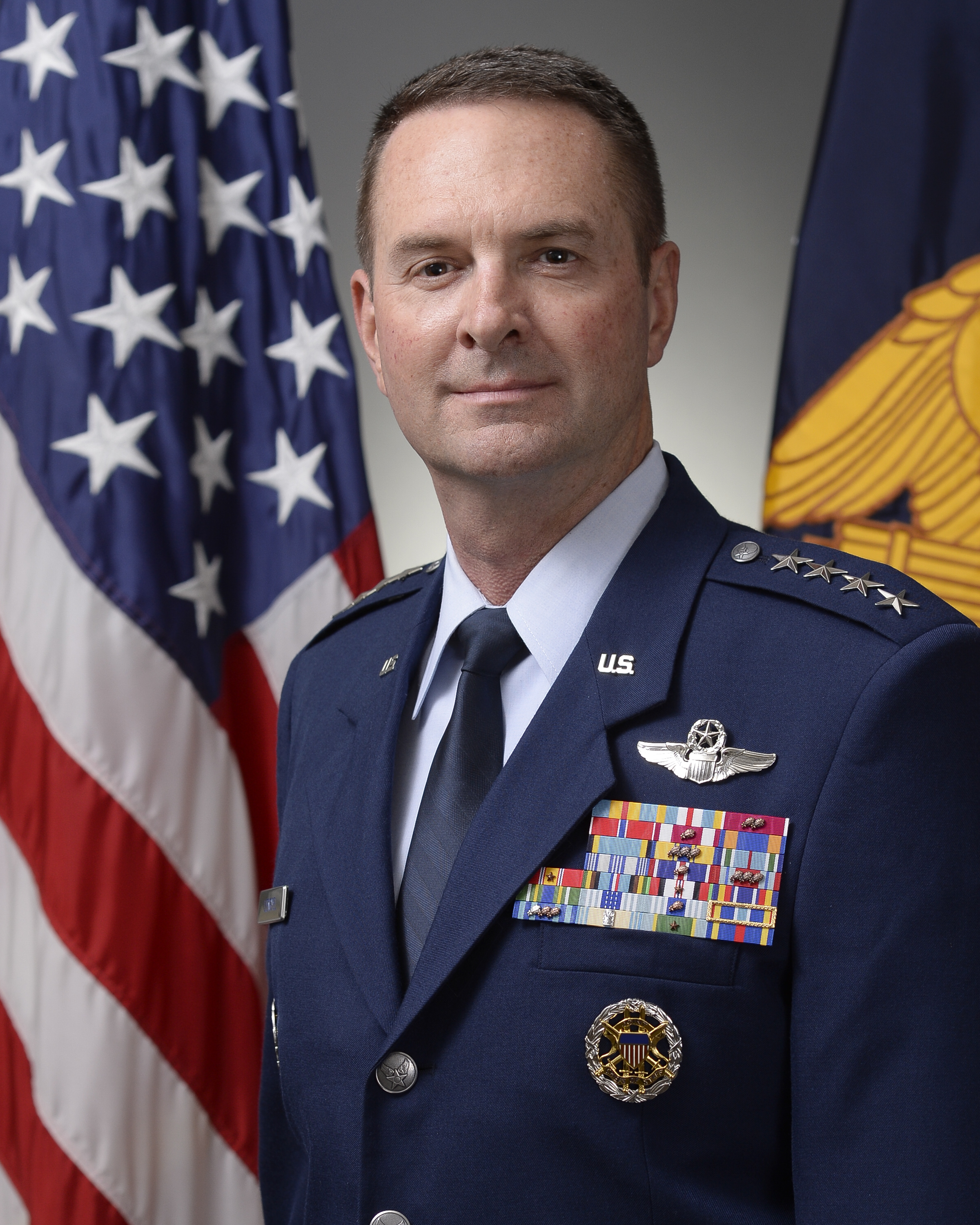
Joseph L. Lengyel (2016)

Joseph L. Lengyel (* 25. September 1959) ist ein ehemaliger General der United States Air Force. Er war von 2016 bis 2020 Befehlshaber der Nationalgarde der Vereinigten Staaten (englisch Chief of the National Guard Bureau, CNGB).

## Leben
Lengyel hat einen Bachelor-Abschluss in Chemie an der University of North Texas in Denton erworben und kam über das Reserveoffizierprogramm der Universität zur United States Air Force (USAF). Er machte 1982 eine Ausbildung zum F-16-Piloten und war Ausbilder und Staffelführer. Von 1987 bis 1991 war er in Deutschland auf der Ramstein Air Base stationiert. Später hatte er verschiedene leitende Stellungen bei der USAF und der Air National Guard inne. Unter anderem war er Kommandeur des 455th Air Expeditionary Wing in Afghanistan, Militär-Attaché in Kairo und Vice Commander der First Air Force (Air Forces Northern) auf der Tyndall Air Force Base in Florida. 2011 erwarb er an der University of Tennessee einen Master of Business Administration. Ab dem 2. August 2012 war er stellvertretender Leiter des National Guard Bureau (Arlington, VA). Er war vom 3. August 2016 bis 3. August 2020  Befehlshaber der Nationalgarde der Vereinigten Staaten (CNGB). Lengyel war der 28. Offizier in der Dienststellung des CNGB seit Einführung 1911; qua Amt war er auch Mitglied des Vereinigten Generalstabs der Streitkräfte der Vereinigten Staaten.

## Auszeichnungen
Auswahl der Dekorationen, sortiert in Anlehnung an die Order of Precedence of Military Awards:
- Defense Distinguished Service Medal
- Defense Superior Service Medal
- Legion of Merit  (3 ×)
- Bronze Star
- Air Force Meritorious Service Medal (2 ×)
- Air Force Commendation Medal (3 ×)
- Air Force Achievement Medal (3 ×)
- Combat Readiness Medal (4 ×)
- Armed Forces Expeditionary Medal
- Afghanistan Campaign Medal
- National Defense Service Medal
- Global War on Terrorism Service Medal
- Armed Forces Service Medal
- National Defense Service Medal

## Beförderungen
| Rang               | Datum              |
| ------------------ | ------------------ |
| Second Lieutenant  | 21. Dezember 1981  |
| First Lieutenant   | 21. Dezember 1983  |
| Captain            | 21. Dezember 1985  |
| Major              | 13. Dezember 1994  |
| Lieutenant Colonel | 23. Dezember 1998  |
| Colonel            | 18. Dezember 2002  |
| Brigadier General  | 26. September 2008 |
| Major General      | 1. April 2011      |
| Lieutenant General | 18. August 2012    |
| General            | 3. August 2016     |